# العشق الفاخر (مسلسل)
العشق الفاخر (بالتركية: Afili aşk)‏ مسلسل تركي كوميدي بدأ عرضه في 12 يونيو 2019، وانتهى في 19 مارس 2020. من بطولة بورجو أوزبيرك، تشاغلار أرطغرل عدد الحلقات 46 حلقة

## القصة
عائشة فتاة جميلة وبسيطة، تعيش برفقة عائلتها وتعاني من صرامة شقيقها رضا الذي يفرض عليها الكثير من الحدود خاصة بعد وفاة والدها. على الجانب الآخر نجد كرم، الأبن الأصغر لأحدى العائلات الغنية. يتمتع كرم بشخصية مستهترة كما أنه كثير المشاكل ودائمًا ما يتواجد في وسائل الإعلام يلتقي كرم مع عائشة للمرة الأولى في ورشة أبيه ويحاول الإيقاع بها من خلال استخدام طرقه المعروفه مع الفتيات ولكنه يفشل ويتراجع بعدما يكتشف أنها على علاقة بشخص آخر. هذا الشخص يقوم بخيانة عائشة مع أقرب صديقاتها وهي تكتشف ذلك وتقوم بأمر لم يكن بالحسبان سيقلب كل شيء رأساً على عقب!

## الممثلين و الشخصيات
| ممثلين           | دور             | الحلقات |
| ---------------- | --------------- | ------- |
| تشاغلار أرطغرل   | كرم يغيتر       | 1-38    |
| بورجو أوزبيرك    | عائشة           | 1-38    |
| التان اركيكلي    | محسن يغيتر      | 1-38    |
| بينيان دونمز     | ملاحة           | 1-38    |
| نيشه بايكنت      | يلدا يغيتر      | 1-38    |
| تانر روملي       | ريزا أوزكايالي  | 1-38    |
| أوغور أوزونيل    | اركوت أوزكايالي | 1-38    |
| سركاي توتونجو    | فولكان شيكيريك  | 1-38    |
| أسينا توال       | هوليا يغيتر     | 1-38    |
| أوزان داغيز      | صمد يغيتر       | 1-38    |
| زينب توتشا بايات | جيداء أران      | 1-38    |
| يلماز كونت       | بيرك كوشار      | 1-38    |
| جوزيده أرسلان    | جونجا دورماز    | 1-38    |
| بيريل بوزام      | نظمية أوزكايالي | 1-38    |
| أوموتجان أوتهباي | صبري هوروز      | 1-38    |
| فورال جيلان      | قادر هوروز      | 1-38    |
| بانو إنان        | نرمين هوروز     | 1-38    |
| هيرا سو يلدز     | بوسه أوزكايالي  | 1-38    |

## موعد العرض
| الموسم | الموسم | الحلقات | الحلقات | البث الأصلي   | البث الأصلي | البث الأصلي |
| الموسم | الموسم | الحلقات | الحلقات | البث الأول    | البث الأخير | الشبكة      |
| ------ | ------ | ------- | ------- | ------------- | ----------- | ----------- |
|        | 1      | 38      | 38      | 12 يونيو 2019 | 9 مارس 2020 | كانال دي    |

## وصلات خارجية
- العشق الفاخر على موقع IMDb (الإنجليزية)
- العشق الفاخر على موقع كينوبويسك (الروسية)
- العشق الفاخر على موقع قاعدة بيانات الفيلم (الإنجليزية)